# Aleksander Kwaśniewski
Pour les articles homonymes, voir Kwaśniewski.
Aleksander Kwaśniewski ([alɛˈksandɛr kfaɕˈɲefskʲi]), né le 15 novembre 1954 à Białogard (Pologne), est un homme d'État polonais.
Membre du Parti ouvrier unifié polonais, il est ministre sous le régime de la République populaire de Pologne. Il préside le parti Social-démocratie de la République de Pologne (SdRP) de 1990 à 1995 et exerce la fonction de président de la République de 1995 à 2005.

## Biographie

### Sous le régime communiste
Aleksander Kwaśniewski commence son parcours politique en tant que militant à l'Union socialiste des étudiants polonais (SZSP), la branche étudiante du Parti ouvrier unifié polonais (POUP), avant de rejoindre ce dernier en 1977 ; il en reste membre jusqu'en 1990.
De 1985 à 1987, sous le régime de la République populaire de Pologne, il est ministre de la Jeunesse dans le gouvernement de Zbigniew Messner. Puis, d'octobre 1988 à septembre 1989, il est membre du gouvernement de Mieczyslaw Rakowski.

### Transition démocratique
Aleksander Kwaśniewski est un important acteur lors du processus de la Table Ronde (pl) entre l'opposition et le pouvoir communiste.
En 1990, il est le cofondateur de la Social-démocratie de la République de Pologne (SdRP), qu'il dirige jusqu'en décembre 1995. L’année suivante, il est également l'un des fondateurs de l'Alliance de la gauche démocratique (SLD). 
Dans le même temps, il est élu député à la Diète (Sejm), où il est, de 1991 à 1995, responsable du groupe parlementaire SLD.

### Président de la République
En 1995, Aleksander Kwaśniewski remporte l'élection présidentielle face à Lech Wałęsa, avec 51,7 % des voix. Il est réélu pour un second mandat en 2000, obtenant 53,9 % des suffrages dès le premier tour.
Résolument atlantiste, il soutient l'adhésion de la Pologne à l'OTAN (1999) et à l'Union européenne (2004), et approuve la guerre d'Irak (2003). En Ukraine, il se montre partisan de la Révolution orange.
Le 10 juillet 2001, au nom de « ceux parmi les Polonais qui se sentent moralement responsables », il présente ses excuses pour le massacre par des Polonais de 1 600 Juifs le 10 juillet 1941 dans le village de Jedwabne.

### Après la présidence
À la suite de l'élection présidentielle de 2005, après laquelle Lech Kaczyński lui succède, la coalition de gauche Gauche et démocrates est créée à son initiative.
Il appelle au boycott de l'élection présidentielle prévue en mai 2020 dans le contexte de la pandémie de coronavirus,. Le scrutin est finalement repoussé aux mois de juin et juillet suivants.

### Vie privée
Aleksander Kwaśniewski est marié à Jolanta Konty depuis 1979.
Il a la réputation d’être un grand buveur d’alcool, notamment en raison d’apparitions publiques lors desquelles il semblait ivre.

## Décorations
- Grand-croix de la Légion d'honneur
- Chevalier grand-croix de l'ordre du Mérite de la République italienne
- Grand-croix de l'ordre du Mérite de la République fédérale d'Allemagne
- Grand collier de l'ordre de l'Infant Dom Henri
- Grand cordon de l'ordre de Léopold